# Malte Kornhuber

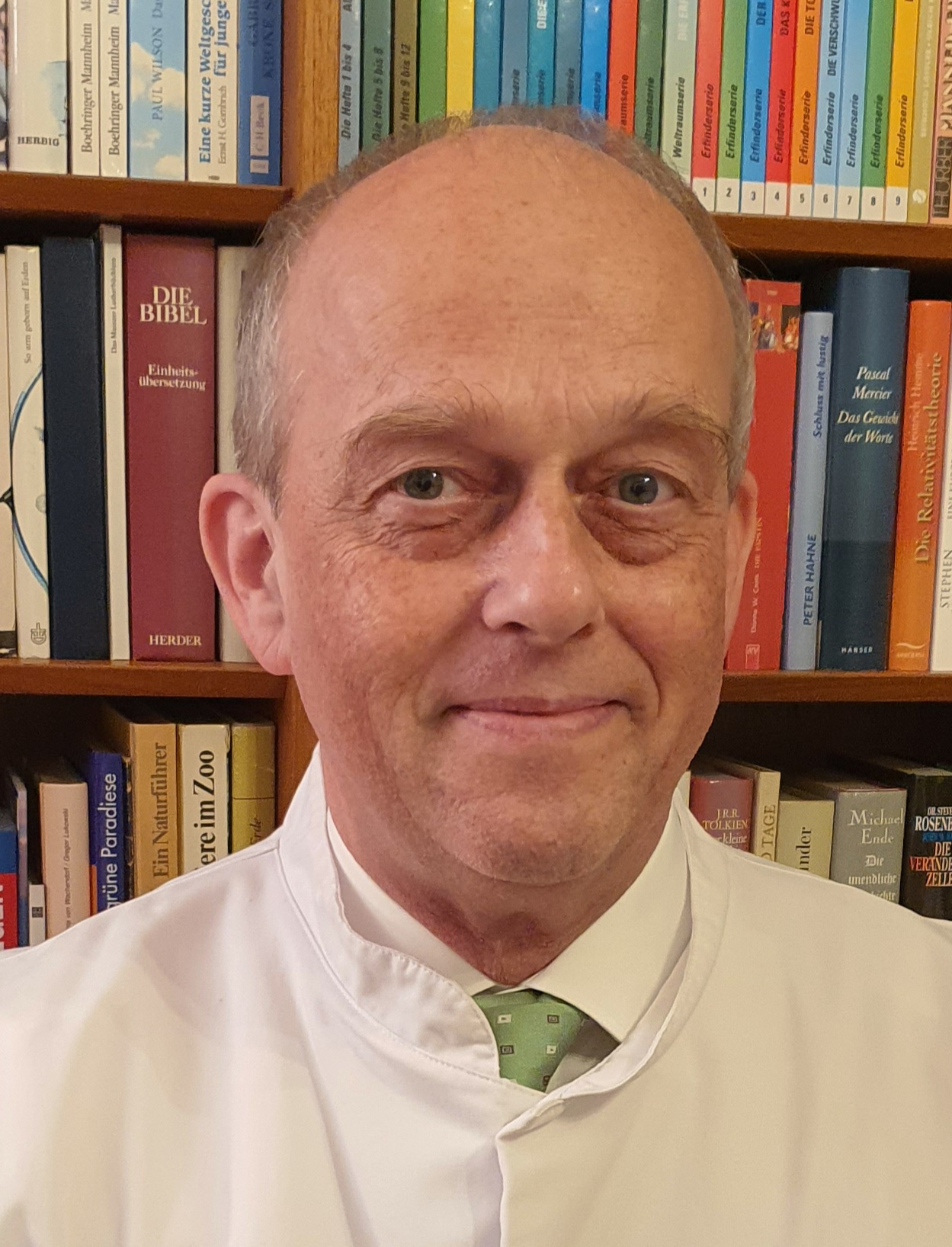
Malte Kornhuber (2020)

Malte Erich Kornhuber (* 25. April 1961 in Freiburg im Breisgau) ist ein deutscher Neurologe. Er ist außerplanmäßiger Professor für Neurologie an der Martin-Luther Universität Halle (Saale) und Chefarzt im Fachbereich Neurologie an der Helios Klinik Sangerhausen.

## Leben
Kornhuber studierte Medizin an der Universität Ulm. Er wurde 1989 in Ulm summa cum laude zum Dr. med. promoviert und arbeitete zunächst als Stipendiat der Deutschen Forschungsgemeinschaft am Max-Planck-Institut für Neuroimmunologie in Martinsried und anschließend an der Neurologie der TU München. An der Universität Halle (Saale) habilitierte er sich 2006 für das Fach Neurologie. Seit dem Jahr 2016 ist er Chefarzt im Fachbereich Neurologie der Helios Klinik Sangerhausen. Malte Kornhuber ist verheiratet und hat zwei Kinder. Er ist der Sohn des Neurologen Hans Helmut Kornhuber.

## Werk
Kornhuber hat zu einem fundamental neuen Verständnis der immunologischen Grundlagen von Autoimmunität beigetragen. Darüber hinaus hat er die elektrophysiologische Diagnostik neuromuskulärer Erkrankungen verbessert und über die Physiologie der Signalverstärkung im zentralen Nervensystem gearbeitet.
Bald nach der Entdeckung von sogenannten Superantigenen hat Kornhuber u. a. zusammen mit Alexander Emmer und Martin S. Staege deren lokale immunstimulierende Wirkung in Tiermodellen für die Multiple Sklerose (MS) [1,2], die rheumatoide Arthritis [3] und die autoimmune Myositis [4] charakterisiert. Diese Arbeiten sind die Grundlage für ein neues Verständnis von Autoimmunität basierend auf dem Dualismus von humanen endogenen Retroviren (HERV) und der von ihnen kodierten Superantigene in Form von HERV-Hüllproteinen. Das Nebeneinander degenerativer und entzündlicher Prozesse bei autoimmunen Erkrankungen von Nervensystem oder etwa Gelenken wird dadurch ebenso verständlich wie das teils geringe Ansprechen der antientzündlichen Therapie auf degenerative Vorgänge wie z. B. bei der primär chronisch progredienten Multiplen Sklerose [5]. Gegenwärtig wird u. a. von Holger Cynis in Halle (Saale) eine Therapie entwickelt, die auf Antikörpern gegen bestimmte mit Autoimmunerkrankungen assoziierte HERV-Hüllproteine gerichtet ist.
Kornhuber hat zur Elektrodiagnostik neuromuskulärer Krankheiten wesentliche Beiträge geliefert. Die Bedeutung sog. A-Wellen in elektroneurographischen F-Wellenuntersuchungen wurde als diagnostisches Kriterium bei autoimmunen Polyneuropathien wie dem Guillain-Barré Syndrom etabliert [6]. Zusammen mit Andreas Posa wurde bei nadelelektromyographischen (EMG) Untersuchungen eine neue Form von pathologischer Spontanaktivität der motorischen Axone detektiert, nämlich spontane kontinuierliche Einzelentladungen motorischer Einheiten (SKEME) [7]. Die Beschäftigung mit pathologischer Spontanaktivität hat auch zur Erkenntnis beigetragen, dass pathologisch vermehrter sog. Jitter von 2 Muskelaktionspotenzialen derselben motorischen Einheit nicht nur durch eine verminderte synaptische Übertragungssicherheit entstehen kann, wie bislang vielfach angenommen wird, sondern oft gerade durch eine verminderte Fortleitungssicherheit im Bereich dysmyelinisierter Axonäste oder -zweige [8].
Kornhuber hat sich früh und anhaltend mit muskulärer EMG-Spontanaktivität insbesondere in der Rückenmuskulatur beschäftigt. Kornhuber und Andreas Schlüter konnten zeigen, dass Schlaganfälle im Rückenmark mittels EMG-Spontanaktivität nachgewiesen werden können, auch wenn mit Magnetresonanztomographie kein Rückenmarksinfarkt nachweisbar ist [9]. Gemeinsam mit Frank Hanisch wurde gefunden, dass pathologische Spontanaktivität bei dystrophischen Muskelerkrankungen am thorakolumbalen Übergang häufig zu beobachten ist [10]. Der Nachweis myotoner Serienentladungen gerade in der (bislang kaum mit EMG untersuchten) Rückenmuskulatur bei einer ganzen Reihe verschiedener, dystrophischer Myopathien trägt zur Erweiterung des Spektrums myotoner Dystrophien bei [11,12]. Aufbauend auf dem Nachweis pathologischer Spontanaktivität in der Rückenmuskulatur darf eine genetische Charakterisierung weiterer Entitäten dieser Erkrankungsgruppe erwartet werden.
Gemeinsam u. a. mit Ssuhir Alaid hat Kornhuber über Mechanismen der Signalverstärkung im zentralen Nervensystem gearbeitet. Dabei standen langlatenzige Reflexe und späte Komponenten evozierter Potenziale im Fokus. Durch sog. Zug-Stimuli (Train-Stimuli), also gruppierte Reize, deren Einzelstimuli nur wenige Millisekunden getrennt sind, lassen sich langlatenzige Reflexe, späte Komponenten somatosensibel evozierter Potenziale (SSEP) und sympathische Hautantworten deutlich verstärken [13-15]. Bei den späten SSEP-Komponenten lassen sich durch geeignete Versuchsbedingungen grob die Zeitkonstanten von synaptischen Potenzialen der beteiligten Neurone studieren [15]. In einer Simulationsstudie mit phasenverschobenen Sinuswellen wurde gezeigt, dass die Gleichrichtung (Rektifizierung) der Wellen vor deren Mittelung (Averaging) zur Auslöschung relevanter Information führen kann [16]. Die vielfach für die Untersuchung langlatenziger Reflexe eingesetzte Rektifizierung kann daher nicht grundsätzlich empfohlen werden.
Auf dem Gebiet der Medizingeschichte hat Kornhuber gemeinsam mit Stefan Zierz gefunden, dass der hallische Professor für Therapie, Johann Christian Reil, kurz nach der Entdeckung der Bioelektrizität am Froschmuskel durch Galvani (1791) im Jahr 1792 eine erste transkutane elektrische Nervenstimulation des N. medianus im Selbstversuch beschrieben hat [17]. Ferner hat Kornhuber mitgeteilt, dass die später von Karl Jaspers beschriebenen Kriterien des Wahns erstmals 1802 von Johann Christian Reil aufgeführt wurden [18], und zwar im ersten deutschen Buch über Nervenheilkunde („Fieberhafte Nervenkrankheiten“, S. 309): „Verrückte … urtheilen und begehren falsch; sie halten diese Träume für Realitäten, und lassen sich nicht wie gesunde Menschen vom Ungrund ihrer Irrthümer überzeugen.“ Dabei ist interessant, dass Jaspers bei seinen Wahnkriterien von 1913 (subjektive Gewissheit, Unkorrigierbarkeit durch Erfahrung und zwingende Schlüsse, Unmöglichkeit des Inhalts) Reil nicht zitiert hat, obwohl er Zugang zu Reils Beschreibung gehabt haben dürfte. Reils Band über „Fieberhafte Nervenkrankheiten“ befand sich nämlich in der Bibliothek von Ludolf von Krehl, bei dem Jaspers in Heidelberg just zu der Zeit zeitweise tätig war, als er seine „Allgemeine Psychopathologie“ verfasst hat, die gleichzeitig seine Habilitationsschrift war.

## Wissenschaftspreise
- Prix Léon et Henri Fredericq 2005 der Académie royale de Belgique

## Schriften (Auswahl)
- ME Kornhuber, S Zierz (Hrsg.): Die neurologische Untersuchung. Steinkopf 2005, ISBN 978-3-7985-1444-7.
- P Matzen, M Deschauer, M Kornhuber, U Nestler (Hrsg.): Neuroorthopädie. DeGruyter, Berlin, Boston 2017, ISBN 978-3-11-035242-9.

## Veröffentlichungen
1. ME Kornhuber, C Ganz et al.: Focal encephalitis in the Lewis rat induced by intracerebral enterotoxin superantigen and amplified by activated intravenous splenocytes. In: Neurosci Lett. 324, 2002, S. 93-96. PMID 11988335
2. A Emmer, MS Staege et al.: The retrovirus/superantigen hypothesis of multiple sclerosis. In: Cell Mol Neurobiol. 34, 2014, S. 1087-1096. PMID 25138639
3. K Gerlach, C Tomuschat et al.: Experimental Arthritis in the Rat Induced by the Superantigen Staphylococcal Enterotoxin A. In: Scand J Immunol. 85, 2017, S. 191-196. PMID 28128856
4. A Emmer, A Abobarin-Adeagbo et al.: Myositis in Lewis rats induced by the superantigen Staphylococcal enterotoxin A. In: Mol Biol Rep. 46, 2019, S. 4085-4094. PMID 31087247
5. ME Kornhuber, P Presek et al.: Differential influence of immune therapy on relapses and progression in multiple sclerosis: interpretation and therapeutic consequences. In: Fortschr Neurol Psychiatr. 73, 2005, S. 143-149. PMID 15747223
6. ME Kornhuber, C Bischoff et al.: Multiple A waves in Guillain-Barré syndrome. In: Muscle Nerve. 22, 1999, S. 394-399. PMID 10086901
7. A Posa, A Temneanu et al.: Jitter patterns in conventional concentric needle electromyography recordings of regenerating motor units. In: Muscle Nerve. 62, 2020, S. 593-596. PMID 33180362
8. ME Kornhuber, A Schlüter et al.: Anterior spinal artery syndrome: the diagnostic value of electromyography (EMG). In: J Neurol. 249, 2002, S. 1744-1745. PMID 12529804
9. F Hanisch, C Kronenberger et al.: The significance of pathological spontaneous activity in various myopathies. In: Clin Neurophysiol. 125, 2014, S. 1485-1490. PMID 24370491
10. F Hanisch, T Kraya et al.: Diagnostic impact of myotonic discharges in myofibrillar myopathies. In: Muscle Nerve. 47, 2013, S. 845-848. PMID 23605961
11. F Hanisch, T Kraya et al.: Needle electromyography findings in patients with MATR3 mutation - A prospective study. In: Clin Neurophysiol. 127, 2016, S. 2085-2086. PMID 26899464
12. S Alaid, A Zawierucha et al.: The electrically evoked long latency reflex of the biceps brachii muscle: the impact of train stimuli, preceding stimuli, and voluntary muscle contraction. In: Neurosci Lett. 526, 2012, S. 91-95. PMID 22925658
13. A Emmer, S Mangalo et al.: Augmentation of the sympathetic skin response after electrical train stimuli. In: Front Neurol. 3, 2012, S. 152. PMID 23115555
14. I Zakharova, JC Kohlmeyer et al.: Facilitation dynamics of late somatosensory evoked potentials after sural nerve stimulation. In: Clin Neurophysiol. 127, 2016, S. 2545-2550. PMID 27291872
15. S Alaid, ME Kornhuber. The impact of rectification on the electrically evoked long-latency reflex of the biceps brachii muscle. In: Neurosci Lett. 2013 Nov 27;556:84-8. PMID 24135338
16. M Kornhuber, S Zierz: Electrical human motor nerve stimulation by Johann Christian Reil in 1792. In: Muscle Nerve. 49, 2014, S. 931-932. PMID 24715478
17. M Kornhuber, S Zierz: Johann Christian Reil's criteria for insanity of 1802. In Brit J Psychiatr. 2014, https://www.researchgate.net/publication/261826567_Johann_Christian_Reil%27s_criteria_for_insanity_of_1802